# Fabrice Carré
Pour les articles homonymes, voir Carré (homonymie).
Fabrice Carré ou Carré-Labrousse (né Jules Fabrice Carré dans l'ancien 6e arrondissement de Paris le 9 juillet 1855 et mort à Versailles le 7 octobre 1921) est un auteur dramatique et librettiste français.
Il est le petit-fils du dramaturge Fabrice Labrousse (1806-1876).

## Biographie
Après des études de droit, il travaille comme journaliste avant de se tourner vers le théâtre. Il est l'auteur, seul ou en collaboration, notamment avec Paul Ferrier, de nombreuses vaudevilles et livrets d'opérettes, les plus connues étant Joséphine vendue par ses sœurs (1886), musique de Victor Roger, L'Enlèvement de la Toledad (1894) et Monsieur Lohengrin (1896), musique d'Edmond Audran.

## Œuvres
Théâtre
- 1882 : Une aventure de Garrick, comédie en 1 acte et en vers, avec Pierre Fernay théâtre de l'Odéon (15 mars)
- 1882 : La Nuit de noces de P. L. M., comédie en 1 acte, théâtre des Variétés (10 décembre)
- 1885 : Un duel, s'il vous plaît !, comédie en 3 actes, théâtre de la Renaissance (11 novembre)
- 1885 : Flagrant Délit, comédie en 1 acte, Variétés (10 janvier)
- 1885 : Ma femme est docteur ! comédie en 1 acte, Grand Casino de Paramé, (12 juillet, création)
- 1886 : Le Voyage au Caucase, comédie en 3 actes, avec Émile Blavet, Renaissance (29 novembre)
- 1887 : Nos bons Jurés, comédie en 3 actes, avec Paul Ferrier, Variétés (5 décembre)
- 1888 : Ma femme est docteur ! comédie en 1 acte, Renaissance (5 mai, reprise)
- 1890 : Le Roman d'une conspiration, drame en 5 actes et 8 tableaux, avec Henry Fouquier, théâtre de l'Ambigu-Comique (18 avril)
- 1891 : Mon oncle Barbassou, comédie fantaisiste en 4 actes, avec Émile Blavet, théâtre du Gymnase (6 novembre)
- 1895 : Monsieur le Directeur, comédie en 3 actes, avec Alexandre Bisson, théâtre du Vaudeville (12 février)
- 1896 : Le Prix de vertu, comédie en 1 acte, Gymnase (21 octobre)
- 1899 : Ma Bru ! comédie en 3 actes, avec Paul Bilhaud, Odéon (3 mai)
- 1900 : Une idée de mari, comédie en 3 actes, Gymnase (15 octobre)
- 1900 : Le Droit des époux, comédie en 1 acte, Gymnase (15 octobre)

Livrets
- 1883 : Mam'zelle Irma, opérette en 1 acte, musique de Victor Roger, casino de Trouville-sur-Mer (août)
- 1886 : Joséphine vendue par ses sœurs, opéra bouffe en 3 actes, avec Paul Ferrier, musique de Victor Roger, théâtre des Bouffes-Parisiens (20 mars)
- 1887 : Les Délégués, vaudeville-opérette en 3 actes, avec Émile Blavet, musique d'Antoine Banès, théâtre des Nouveautés (28 novembre)
- 1889 : Le Retour d'Ulysse, opérette bouffe en 3 actes, musique de Raoul Pugno, Bouffes-Parisiens (1er février)
- 1890 : La Vocation de Marius, vaudeville-opérette en 4 actes, avec Albert Debelly, musique de Raoul Pugno, Nouveautés (29 mars)
- 1892 : La Femme de Narcisse, opérette en 3 actes, musique de Louis Varney, théâtre de la Renaissance (14 avril)
- 1893 : Mam'zelle Carabin, opérette en 3 actes, musique d’Émile Pessard, Bouffes-Parisiens (3 novembre)
- 1894 : L'Enlèvement de la Toledad, opérette bouffe en 3 actes, musique d'Edmond Audran, Bouffes-Parisiens (17 octobre)
- 1896 : Monsieur Lohengrin, opérette en 3 actes, musique d'Edmond Audran, Bouffes-Parisiens (30 novembre)
- 1898 : La Petite Tache, vaudeville-opérette en 3 actes, musique de Victor Roger, Bouffes-Parisiens (26 mars)

Autres écrits
- Rimes sans raison, Ghio, 1882